# Autostrada A11 (Portugalia)
Autostrada A11 (port. Autoestrada A11, Autoestrada do Baixo Minho) – autostrada w północnej Portugalii, na północ i północny wschód od Porto. Przejazd autostradą jest płatny. Koncesjonariuszem zarządzającym autostradą jest Ascendi.
Autostrada A11 rozpoczyna się w miejscowości Apúlia na węźle z A28, następnie biegnie przez Barcelos, Bragę (przecina A3), Guimarães (przecina A7), Vizela, Felgueiras, Lousada i Castelões (Penafiel) kończąc się na węźle z A4.